# هانس-پتر یاکست
هانس-پتر یاکست (انگلیسی: Hans-Peter Jakst؛ زادهٔ ۲۳ ژوئیهٔ ۱۹۵۴) دوچرخه‌سوار اهل آلمان است.